# جزیره دکابریستوف
جزیره دکابریستوف (انگلیسی: Dekabristov Island) یک جزیره در منطقه شهری سن‌پترزبورگ کشور روسیه است.